# Campoplex anomolus
Campoplex anomolus là một loài tò vò trong họ Ichneumonidae.